# Szabolcs (keresztnév)
A Szabolcs régi magyar személynév, amelynek eredetére a „szavában bölcs” etimológiát szokás megadni. Más feltételezések szerint a coboly vagy nyest jelentésű szláv szóból származik, más feltevés szerint a szab igének a (kötelezettséget, mértéket) megállapít, lerögzít jelentéséből magyarázott Árpád-kori Szabó személynév -cs kicsinyítőképzős származéka. Egykor Szabócs alakban is előfordult.

## Gyakorisága
Az 1990-es években igen gyakori név, a 2000-es években a 16-37. leggyakoribb férfinév között.

## Névnapok
- július 17.[2]
- július 28.[2]
- szeptember 19.[2]

## Híres Szabolcsok
- „Szabolcs” utónevű személyek szócikkeinek listája a Wikidata alapján